# Joplin (Missouri)
Joplin is een plaats (city) in de Amerikaanse staat Missouri, en valt bestuurlijk gezien onder Jasper County en Newton County.
Op 22 mei 2011 werd Joplin getroffen door een klasse EF5 tornado die een groot deel van de stad in puin legde.

## Demografie
Bij de volkstelling in 2000 werd het aantal inwoners vastgesteld op 45.504.
In 2006 is het aantal inwoners door het United States Census Bureau geschat op 47.994, een stijging van 2490 (5,5%).

## Geografie
Volgens het United States Census Bureau beslaat de plaats een oppervlakte van
81,6 km², waarvan 81,4 km² land en 0,2 km² water.

## Plaatsen in de nabije omgeving
De onderstaande figuur toont nabijgelegen plaatsen in een straal van 8 km rond Joplin.

## Geboren in Joplin
- Langston Hughes (1901-1967), dichter en schrijver
- Pauline Starke (1901-1977), actrice
- Mrs. Miller (1907-1997), zangeres
- Robert Cummings (1910-1990), acteur
- Betty Brewer (1924-2006), actrice
- Dennis Weaver (1924-2006), acteur
- Billy Cook (1928-1952), moordenaar
- Carl Pomerance (1944), wiskundige
- Hale Irwin (1945), golfer
- Jamie McMurray (1976), autocoureur